# Шежам
 Шежам  — посёлок в Усть-Вымском районе Республики Коми в составе городского поселения Микунь.

## География
Расположен на расстоянии примерно 2 км по прямой на юго-запад от города Микунь.

## История
Известен с 1937 года как селхоз «Шежам», организованный для продовольственного снабжения строителей Северо-Печорской железной дороги. До 1966 года отдельно отмечались посёлок совхоза Шежам, одноимённая железнодорожная станция и посёлок лесозаготовителей в Айкинском сельсовете. С 1966 года объединённый посёлок Микуньского горсовета. Население составляло 1136 человек (1970), 638 (1979), 255 (1989), 56 (1995).

## Население
Постоянное население составляло 0 человек в 2002 году, 1 в 2010.